# Círculo Deportivo de Comandante Nicanor Otamendi
O Círculo Deportivo de Comandante Nicanor Otamendi, conhecido como Círculo Deportivo, é uma instituição social, esportiva e cultural argentina da localidade de Salta, pertencente ao partido de General Alvarado, no interior da província de Buenos Aires.[carece de fontes?] Fundada em 23 de dezembro de 1921, por um grupo de jovens originários de Dionisia como Círculo Sportivo para a prática de esportes, atividades sociais e culturais. Sua principal atividade é o futebol, onde atualmente participa do Torneo Federal A, a terceira divisão regionalizada do futebol argentino para as equipes indiretamente afiliadas à Associação do Futebol Argentino (AFA), entidade máxima do futebol na Argentina.
Além do futebol, também são praticadas outras atividades no clube, entre elas, o basquete, bochas, hóquei, patinação, pelota, paleta, tênis e vôlei.

## Presidentes
| Presidente              | Anos      |
| ----------------------- | --------- |
| José Maria Paz          | 1921–1922 |
| José Pons               | 1923      |
| Felix Fernández         | 1924      |
| Rolando Chiochi         | 1925–1931 |
| Aristides Martínez      | 1932      |
| Francisco Figueroa      | 1933–1944 |
| Julio Luis Fernández    | 1945–1953 |
| Luis Trama              | 1954–1961 |
| Francisco García Agullo | 1962–1964 |
| Roberto Trama           | 1965–1968 |
| Francisco Espinosa      | 1969–1973 |
| Luis Cacace             | 1974–1987 |
| Vicente García Agullo   | 1988–1989 |
| Juan Hernández          | 1990–1998 |
| Luis Cacace             | 1999–2006 |
| José Lerga              | 2006–2008 |
| Hernán Cabrero          | 2008–     |

## Títulos
A instituição ao lado de Atlético Yrayzoz, Liga Comercial de Miramar, Ferrocarril Sud, Atlético El Argentino, Defensores, Deportivo Mechongué, fundaram em 10 de novembro de 1993, a Liga de General Alvarado. Nesta liga ficou até 1951, quando decidiu se aventurar na tradicional Liga Marplatense de Fútbol. Em General Alvarado venceu os torneios de 1941, 1942, 1943, 1945, 1946, 1947 e 1948, sendo até hoje seu maio campeão. Na Liga Marplatense conquistou sua primeira taça em 1960, e outras viriam em 1976, 1984, 1985, 2005, 2015 e 2017.
| REGIONAIS        | REGIONAIS                          | REGIONAIS | REGIONAIS                                 |
| Divisão          | Competição                         | Títulos   | Temporadas                                |
| ---------------- | ---------------------------------- | --------- | ----------------------------------------- |
| Primeira Divisão | Liga de Fútbol de General Alvarado | 7         | 1941, 1942, 1943, 1945, 1946, 1947 e 1948 |
| Primeira Divisão | Liga de Fútbol Marplatense         | 7         | 1960, 1976, 1984, 1985, 2005, 2015 e 2017 |